# Witobel
Witobel – wieś w Polsce położona w województwie wielkopolskim, w powiecie poznańskim, w gminie Stęszew.
Według legendy nad jeziorem Witobelskim na początku XX w. ukazała się Matka Boska.
W latach 1975–1998 miejscowość administracyjnie należała do województwa poznańskiego.